# 江苏省宝应中学
江苏省宝应中学（英语：Baoying High School of Jiangsu Province），简称宝应中学、宝中、省宝中，是位于中国江苏省扬州市宝应县的一所高级中学，前身为创办于1928年（中华民国十七年）的宝应县中学。1956年，正式定名为“宝应县中学”。1980年被列为江苏省首批办好的重点中学。2006年被江苏省教育厅评为江苏省四星级高中。2013年初，经江苏省教育厅同意更名为“江苏省宝应中学”。

## 学校历史
- 1928年（中华民国十七年），贤达刘启文先生建立了江苏省宝应中学的前身——宝应县中学，当时只设立了初中部，实行男女分开教学制度。当时的宝应县中学规模小，资金匮乏，校舍简陋，师资短缺。[1]
- 1931年秋，宝应县中学因经费无法筹措，被迫停办。[1]
- 1934年秋，邑人乔氏热心兴学，创办了“私立画川中学”。[1]
- 1937年9月，宝应县中学复校。时值日军侵华，社会动荡。宝中几番辗转，苦苦挣扎。[3]
- 1939年底，“私立画川初级中学”停办。[3]
- 1943年2月，日军不断侵犯，宝应县政府解散，“宝应县中学”再次停办。[3]
- 1941年－1945年，县城内先后兴办了致知补习班、私立苏北学校和县立初级中学。[3]
- 1945年，日军投降，宝应县县立初级中学、私立苏北学校和致知补习班三校合并为新的“宝应县中学”。[3]
- 1946年秋，“宝应县中学”迁乡，并入他校。随后，国民党军队进入县城，在宝应县中学旧址组建县中学，私立画川中学也相继复学。[3]
- 1948年底，宝应县城二次解放，县立初级中学与私立画川中学合并，组建了新的“宝应县中学”。从此，宝中结束了步履艰难的征程，步入了健康发展的轨道。[4]
- 1956年，学校正式定名为“宝应县中学”。此后的十年，宝应县中学呈现了蓬勃发展的局面，办学规模日益扩大，师资力量日趋充实，教学质量不断提高，迈上了新台阶。[4]
- 1966年－1976年，十年浩劫，宝应县中学也未能幸免。十年文革期间，学校教学工作遭到严重破坏，教学工作被迫暂停，学校一度成为武斗大本营，学校变得伤痕累累。[5]
- 1976年－1980年，文革结束，学校极力拨乱反正，平反错假冤案，大力整治校容校貌。学校逐渐重新踏上正轨。[5]
- 1980年10月，“宝应县中学”成为江苏省首批办好的重点中学。[2]
- 1997年秋，“宝应县中学”撤消初中部。
- 2001年3月，“宝应县中学”转制民营，加盟民办翔宇教育集团。
- 2001年9月，“翔宇教育集团宝应县中学”迁入地处宝应经济开发区白田中路的校区。
- 2006年1月，“翔宇教育集团宝应县中学”晋升为江苏省四星级高中。[6]
- 2011年8月，“宝应县中学”转回公办。
- 2012年1月，“宝应县中学”获江苏省首批“台湾辅仁大学大陆地区中学校长实名推荐制”资格，之后又获北京大学“中学校长实名推荐制”资格。[7][8]
- 2013年初，经江苏省教育厅同意由“宝应县中学”更名为“江苏省宝应中学”。[9]同年，“江苏省宝应中学”再次获得“北京大学中学校长实名推荐制”资格。
- 2013年9月，位于宝应城南生态新城的宝应中学新校区投入使用。[10]
- 2014年，“江苏省宝应中学”获中国科学院全国首批、中国人民大学校长实名推荐资格。
- 2017年，“江苏省宝应中学”通过江苏省四星级高中复审。[11]

## 学校文化

### 校徽

江苏省宝应中学校徽

江苏省宝应中学校徽为圆形。校徽中心图案是枝繁叶茂的大树，积极向上，灵动又不失沉稳。大树指代江苏省宝应中学，树叶则指代莘莘学子，大树的下面是省宝中的校训“真恒”，大树从“真恒”土壤中汲取养分，培育人才。
“大树”上方环以“BAOYING HIGH SCHOOL OF JIANGSU PROVINCE”的英文字样，下方环以学校的建校年份“1928”，造型优美、对称。色彩采用绿色为底色，和谐优雅，凸显江苏省宝应中学的历史悠久、文化厚重。

### 校训

#### 真恒
真——真诚、真实、真理
恒——恒心、恒久

## 知名校友
- 钱旭红，中国有机化工专家，中国工程院院士。现任华东师范大学校长。

## 新闻
- 2015年，江苏省宝应中学被扬州市总工会授予“市工人先锋号”的荣誉称号。[13]
- 2017年4月，在江苏省中小学校刊联盟主办、关心下一代周报社承办的第三期报刊业务培训班暨优秀校报校刊展评活动中，学校校刊《江苏省宝应中学》获得校报一等奖。[14]
- 2017年，江苏省宝应中学荣获“高中素质教育先进单位”荣誉称号。[15]
- 2017年4月5日，由于潘文新在担任宝应中学校长期间受贿，受到党内严重警告处分。[16][17]
- 2018年，江苏省宝应中学应定边县教育局邀请，开始了在定边中学的“送教支教团”系列活动。[18]
- 2018年11月，江苏省宝应中学成功举行90年校庆活动。[19][20][21][22]

## 链接
- 江苏省宝应中学 （页面存档备份，存于）